# Bactrocera unirufa
Bactrocera unirufa är en tvåvingeart som beskrevs av Drew 1989. Bactrocera unirufa ingår i släktet Bactrocera och familjen borrflugor. Inga underarter finns listade.